# Saint-Julien-de-Bourdeilles
Pour les articles homonymes, voir Saint-Julien.
Saint-Julien-de-Bourdeilles est une ancienne commune du sud-ouest de la France, située dans le département de la Dordogne en région Nouvelle-Aquitaine, devenue le 1er janvier 2016 une commune déléguée au sein de la commune nouvelle de Brantôme en Périgord.

## Géographie

### Généralités

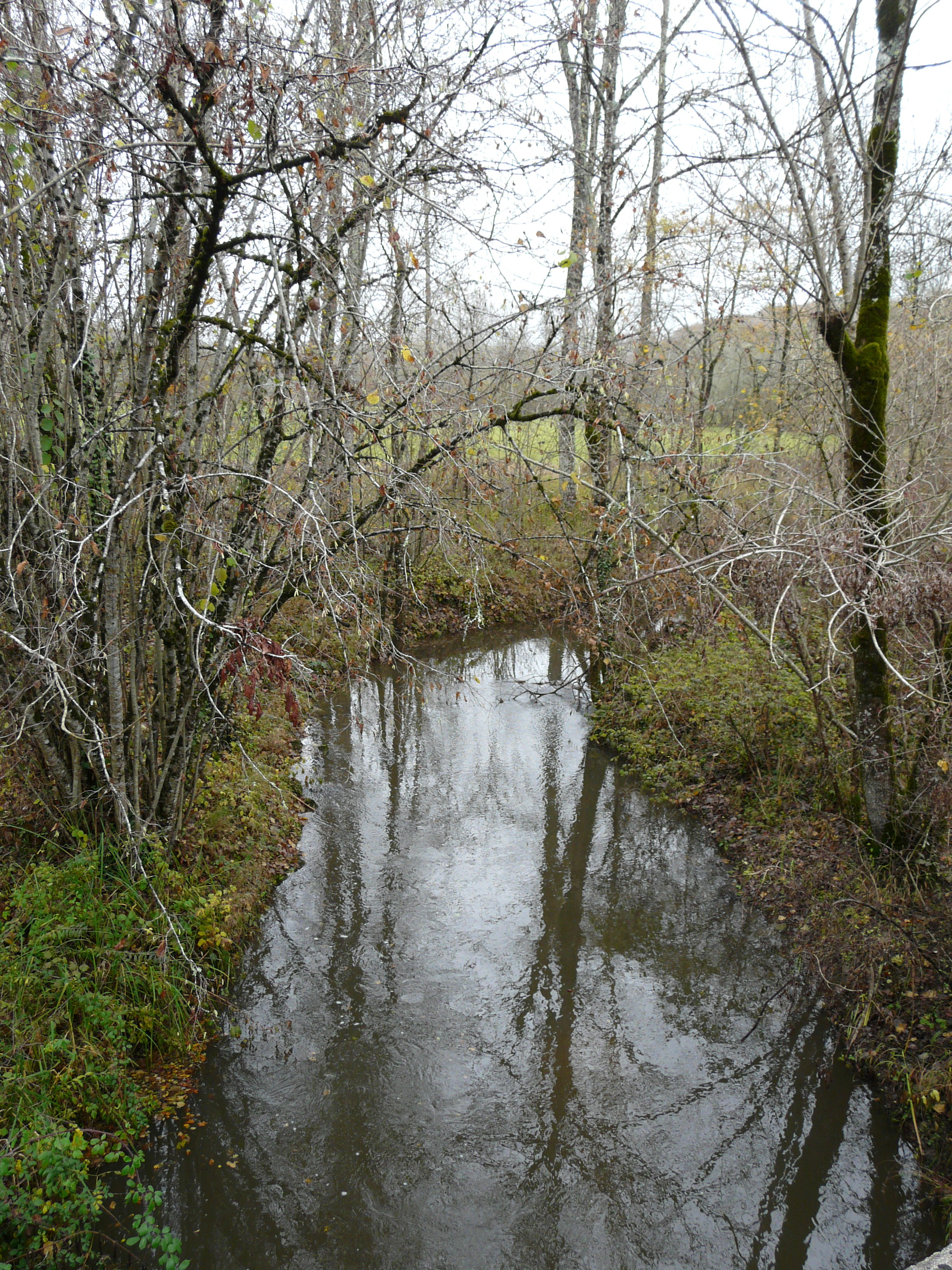
Entre les Quatre Fonts et les Guichards, le Boulou sert de limite entre Saint-Julien-de-Bourdeilles et, à gauche, Paussac-et-Saint-Vivien.

Située dans le Brantômais, au nord-ouest du département de la Dordogne, la commune de Saint-Julien-de-Bourdeilles s'étend sur 5,95 km2.
Elle est bordée à l'ouest sur près d'un kilomètre par un affluent de la Dronne, le Boulou, qui lui sert de limite naturelle, la séparant de la commune de Paussac-et-Saint-Vivien.
Son altitude minimale, 100 mètres, se situe à l'ouest de la commune, là où le Boulou cesse de servir de limite aux deux communes pour entrer définitivement sur Paussac-et-Saint-Vivien. L'altitude maximale, avec 202 mètres, est atteinte en deux endroits au nord-est, près des ruines de Laforest.
Le tranquille village de Saint-Julien-de-Bourdeilles, à l'écart des routes principales, se trouve, en distances orthodromiques, cinq kilomètres à l'ouest de Brantôme et vingt-deux kilomètres au nord-nord-ouest de Périgueux. Les principales voies d'accès, deux kilomètres à l'est et au sud du village, sont les routes départementales 78 et 106E2.
La commune est traversée par un sentier de grande randonnée, le GR 36 au nord-est et au nord-ouest où il longe le Belaygue, un affluent du Boulou.

### Communes limitrophes

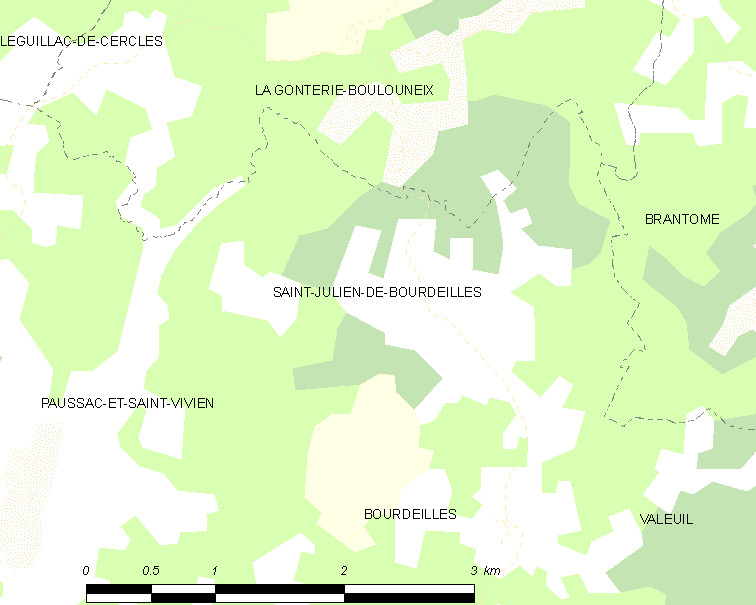
Carte de Saint-Julien-de-Bourdeilles et des communes avoisinantes en 2015, avant la création de la commune nouvelle de Brantôme en Périgord.

En 2015, année précédant la création de la commune nouvelle de Brantôme en Périgord, Saint-Julien-de-Bourdeilles était limitrophe de quatre autres communes.
|                         | La Gonterie-Boulouneix      |          |
| Paussac-et-Saint-Vivien | Saint-Julien-de-Bourdeilles | Brantôme |
|                         | Bourdeilles                 |          |

### Milieux naturels et biodiversité

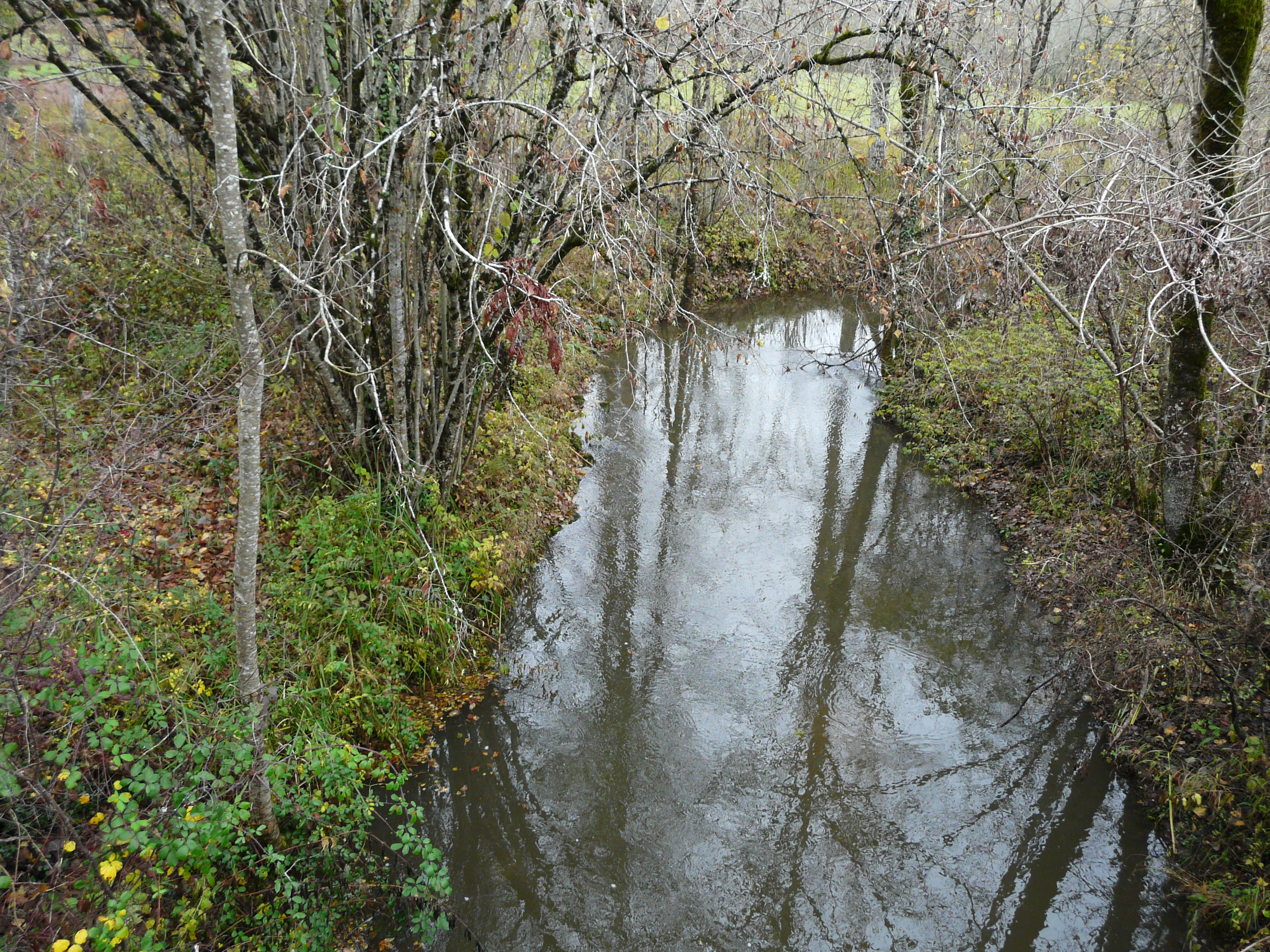
Le Boulou entre les Quatre Fonts et les Guichards, en limite de Paussac-et-Saint-Vivien (à gauche) et Saint-Julien-de-Bourdeilles.

À l'ouest, sur environ un kilomètre, le Boulou ainsi que sa vallée, ses coteaux et son affluent le Belaygue, forment une zone naturelle d'intérêt écologique, faunistique et floristique (ZNIEFF) de type I « Réseau hydrographique et coteaux du Boulou aval », présentant une importante variété faunistique sur Saint-Julien-de-Bourdeilles et six autres communes ou anciennes communes,.
Trente espèces déterminantes y sont répertoriées :
- dix insectes : l'Agrion de Mercure (Coenagrion mercuriale), l'Azuré de la faucille (Cupido alcetas), l'Azuré du serpolet (Phengaris arion), le Cordulégastre annelé (Cordulegaster boltonii), le Cuivré des marais (Lycaena dispar), le Damier de la succise (Euphydryas aurinia), le Gomphe vulgaire (Gomphus vulgatissimus), le Lepture erratique (Judolia erratica (en)), l'Onychogomphe à crochets (Onychogomphus uncatus) et le Petit mars changeant (Apatura ilia) ;
- sept mammifères : la Genette commune (Genetta genetta), la Loutre d'Europe (Lutra lutra), le Vison d'Europe (Mustela lutreola), ainsi que quatre espèces de chauves-souris : Grand rhinolophe (Rhinolophus ferrumequinum), Noctule commune (Nyctalus noctula), Petit rhinolophe (Rhinolophus hipposideros) et Vespertilion de Bechstein (Myotis bechsteinii) ;
- sept oiseaux : le Cincle plongeur (Cinclus cinclus), le Faucon pèlerin (Falco peregrinus), le Hibou moyen-duc (Asio otus), le Moineau soulcie (Petronia petronia), le Pic mar (Dendrocopos medius), le Pic noir (Dryocopus martius) et le Pigeon colombin (Columba oenas).
- cinq amphibiens : l'Alyte accoucheur (Alytes obstetricans), la Grenouille rousse (Rana temporaria), le Pélodyte ponctué (Pelodytes punctatus), la Rainette verte (Hyla arborea), le Sonneur à ventre jaune (Bombina variegata) et le Triton marbré (Triturus marmoratus) ;
- une tortue, la Cistude (Emys orbicularis).

Deux plantes rares :  la Colchique d'automne (Colchicum autumnale) et la Fritillaire pintade (Fritillaria meleagris), y sont également présentes.
De très nombreuses autres espèces animales ou végétales y ont été recensées : cinq amphibiens, cinq reptiles, 69 oiseaux, 307 insectes ainsi que 40 plantes.
Cette ZNIEFF, tout comme la ZNIEFF « Réseau hydrographique et coteaux du Boulou amont », fait partie d'une ZNIEFF de type II plus vaste « Vallée et coteaux du Boulou » représentant la quasi-totalité du cours du Boulou, depuis sa source jusqu'à la route départementale 106, située 200 mètres avant sa confluence avec la Dronne,.
La vallée du Boulou représente « un intérêt national » par la « richesse exceptionnelle » en espèces d'insectes — notamment en Lépidoptères et en Odonates — répertoriées dans les trois ZNIEFF de ce cours d'eau.

## Urbanisme

### Villages, hameaux et lieux-dits
Outre le bourg de Saint-Julien-de-Bourdeilles proprement dit, la commune se compose d'autres villages ou hameaux, ainsi que de lieux-dits :
- Barneuil
- Bas Puy Burdy
- les Bost
- les Boudets
- Lac de Lacaux
- Lafaye
- Laforest
- Maison Neuve
- le Moulin de Lafaye
- les Quatre Fonts
- les Rudeaux
- le Trou de la Chèvre
- les Vignasses.

## Toponymie
Le nom de la commune fait référence à saint Julien, martyr chrétien au début du IVe siècle, la seconde partie du nom s'expliquant par la proximité de Bourdeilles.
En occitan limousin, la commune porte le nom de Sent Júlian de Bordelha.

## Histoire
Des traces de présence humaine sont attestées au Paléolithique et au Néolithique.
Le territoire de Saint-Julien fut probablement occupé à l’époque gallo-romaine. La première mention écrite connue du lieu, « Sanctus Julianus », apparaît au XIIIe siècle, postérieurement à la construction de son église.
Un aven sépulcral d'époque médiévale se trouve au lieu-dit Trou des Martres, au nord du hameau de Barneuil.
Au bord du Belaygue, au lieu-dit Moulin de Lafaye, existe un ensemble de cluzeaux et d'habitats troglodytiques médiévaux, ainsi qu'une grotte réaménagée.
Depuis 1905, Saint-Julien-de-Bourdeilles possède sa propre adduction d'eau communale.
Au 1er janvier 2016, Saint-Julien-de-Bourdeilles fusionne avec Brantôme pour former la commune nouvelle de Brantôme en Périgord dont la création a été entérinée par l'arrêté du 14 décembre 2015, entraînant la transformation des deux anciennes communes en communes déléguées.
Lors de l'élargissement de Brantôme en Périgord au 1er janvier 2019, Saint-Julien-de-Bourdeilles reste commune déléguée au sein de Brantôme en Périgord (version 2016).

## Politique et administration

### Rattachements administratifs et électoraux
Dès 1790, la commune de Saint-Julien-de-Bourdeilles a été rattachée au canton de Brantôme qui dépendait du district de Perigueux jusqu'en 1795, date de suppression des districts. En 1801, les arrondissements sont créés en remplacement des districts. Le canton est alors rattaché à l'arrondissement de Périgueux.
Lors de l'importante réforme de 2014 définie par le décret du 21 février 2014 et supprimant la moitié des cantons du département, la commune reste attachée au même canton qui devient plus étendu.
En 2017, Saint-Julien-de-Bourdeilles, commune déléguée de Brantôme en Périgord, est rattachée à l'arrondissement de Nontron, et en 2020, le canton de Brantôme est renommé canton de Brantôme en Périgord.

### Intercommunalité
Fin 2001, Saint-Julien-de-Bourdeilles intègre dès sa création la communauté de communes du Brantômois. Celle-ci est dissoute au 31 décembre 2013, remplacée au 1er janvier 2014 par la communauté de communes Dronne et Belle.

### Administration municipale
La population de la commune étant  inférieure à 100 habitants au recensement de 2011, sept conseillers municipaux ont été élus en 2014,. Ceux-ci sont membres d'office du  conseil municipal de la commune nouvelle de Brantôme en Périgord, jusqu'au renouvellement des conseils municipaux français de 2020.

### Liste des maires puis maires délégués
| Période                                  | Période       | Identité                  | Étiquette             | Qualité                                         |
| ---------------------------------------- | ------------- | ------------------------- | --------------------- | ----------------------------------------------- |
| Les données manquantes sont à compléter. |               |                           |                       |                                                 |
|                                          |               |                           |                       |                                                 |
| (mai 1893 ou avant)                      | octobre 1915  | François Lagaillardie     |                       |                                                 |
| octobre 1915                             | avril 1916    | Arnaud Bouyer             |                       | Adjoint faisant fonctions de maire              |
| avril 1916                               | décembre 1919 | Dumas Puygauthier         |                       | Conseiller municipal faisant fonctions de maire |
| décembre 1919                            | 1922          | Dumas Puygauthier         |                       |                                                 |
| juillet 1922                             | mars 1959     | Alphonse (ou Jean) Bouyer |                       |                                                 |
| mars 1959                                | mars 1977     | Pierre Charles Mazouaud   |                       |                                                 |
| mars 1977                                | mars 2014     | Bernard Mazouaud          | UDF puis UMP puis PRV | Directeur honoraire de société d'assurance      |
| mars 2014                                | décembre 2015 | Gaston Chapeau            |                       | Exploitant agricole et assureur                 |

| Période      | Période  | Identité            | Étiquette | Qualité |
| ------------ | -------- | ------------------- | --------- | ------- |
| janvier 2016 | mai 2020 | Gaston Chapeau      |           |         |
| mai 2020     | En cours | Jean-François David |           |         |

## Démographie
L'évolution du nombre d'habitants est connue à travers les recensements de la population effectués à Saint-Julien-de-Bourdeilles depuis 1800. À partir du XXIe siècle, les recensements des communes de moins de 10 000 habitants ont lieu tous les cinq ans (2004, 2009, 2014 pour Saint-Julien-de-Bourdeilles). Depuis 2006, les autres dates correspondent à des estimations légales. En 2015, dernière année en tant que commune indépendante, Saint-Julien-de-Bourdeilles comptait 85 habitants.
Au 1er janvier 2022, la commune déléguée de Saint-Julien-de-Bourdeilles compte 93 habitants.
| 1800 | 1806 | 1821 | 1831 | 1836 | 1841 | 1846 | 1851 | 1856 |
| ---- | ---- | ---- | ---- | ---- | ---- | ---- | ---- | ---- |
| 293  | 286  | 274  | 290  | 263  | 272  | 256  | 280  | 287  |

| 1861 | 1866 | 1872 | 1876 | 1881 | 1886 | 1891 | 1896 | 1901 |
| ---- | ---- | ---- | ---- | ---- | ---- | ---- | ---- | ---- |
| 260  | 263  | 250  | 245  | 226  | 220  | 231  | 201  | 216  |

| 1906 | 1911 | 1921 | 1926 | 1931 | 1936 | 1946 | 1954 | 1962 |
| ---- | ---- | ---- | ---- | ---- | ---- | ---- | ---- | ---- |
| 201  | 209  | 176  | 157  | 136  | 135  | 129  | 131  | 123  |

| 1968 | 1975 | 1982 | 1990 | 1999 | 2004 | 2009 | 2014 | 2015 |
| ---- | ---- | ---- | ---- | ---- | ---- | ---- | ---- | ---- |
| 121  | 110  | 113  | 109  | 105  | 107  | 84   | 86   | 85   |

## Économie
Les données économiques de Saint-Julien-de-Bourdeilles sont incluses dans celles de la commune nouvelle de Brantôme en Périgord.

## Culture locale et patrimoine

### Lieux et monuments
- Église Saint-Julien, romane du XIIe siècle, fortifiée pendant la guerre de Cent Ans[29]. Elle renferme un retable orné de tableaux, des statues polychromes de saint Pierre et saint Paul, ainsi qu'une ancienne cuve baptismale.

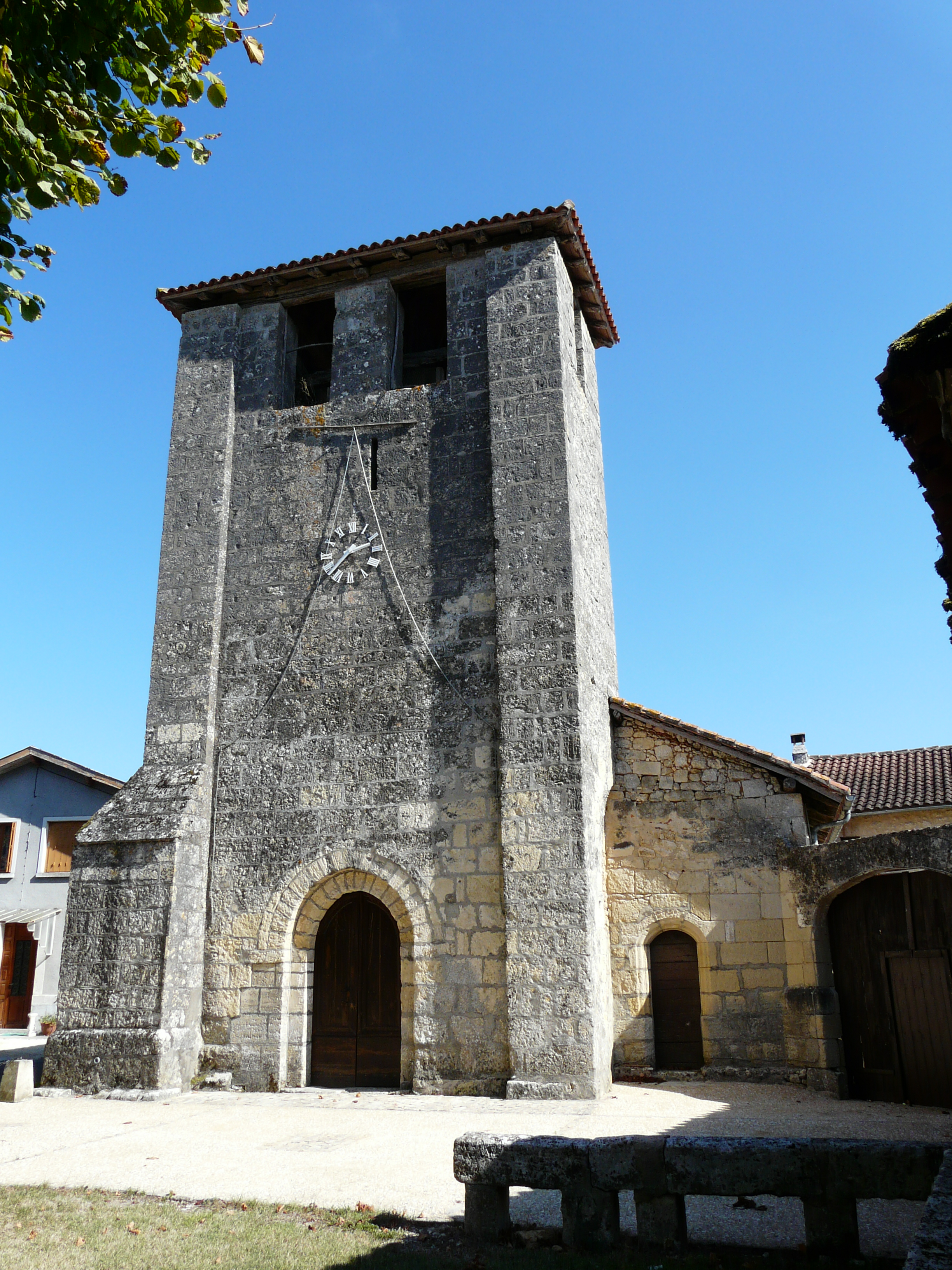
L'église Saint-Julien.
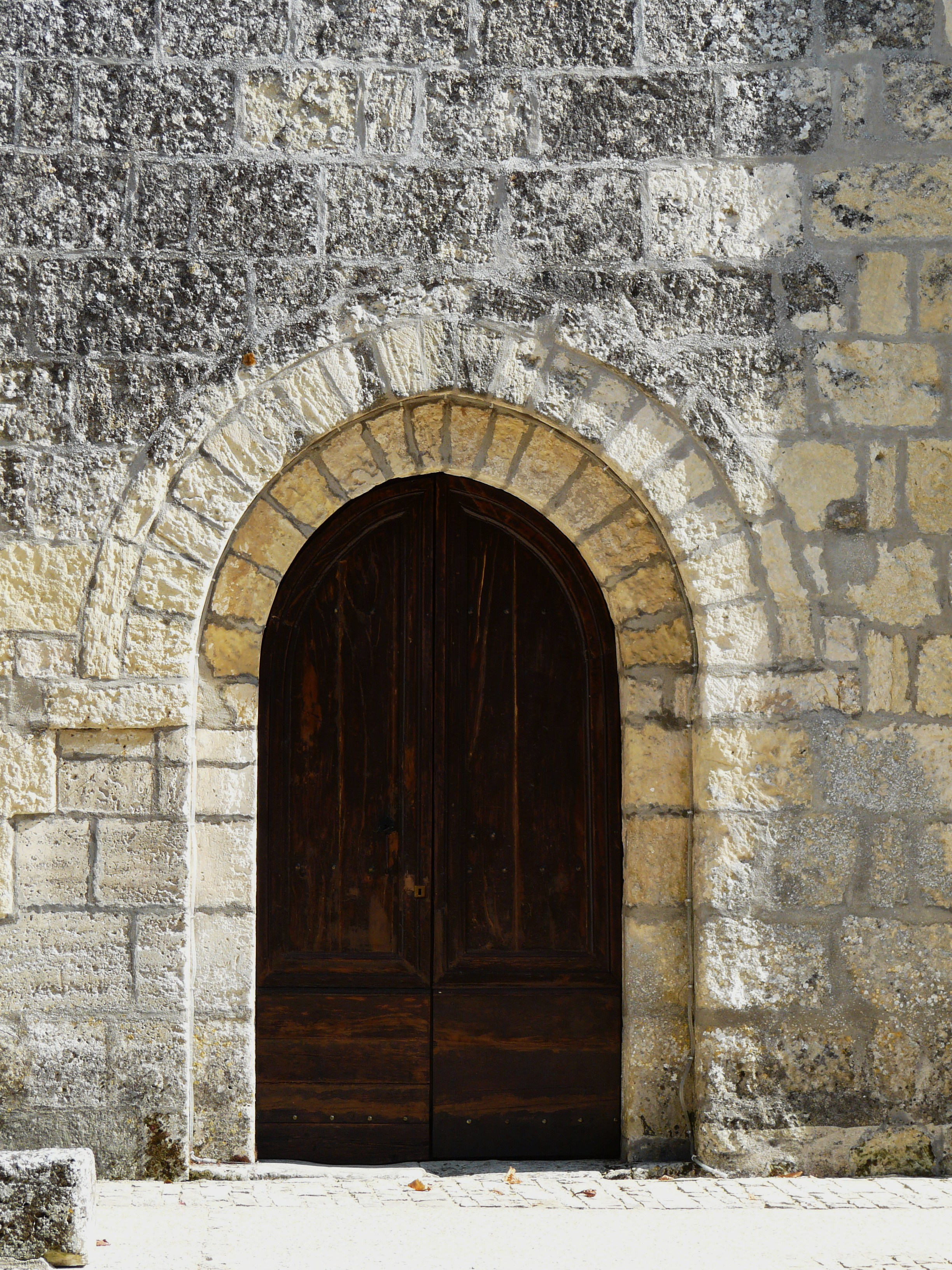
Le portail roman de l'église.
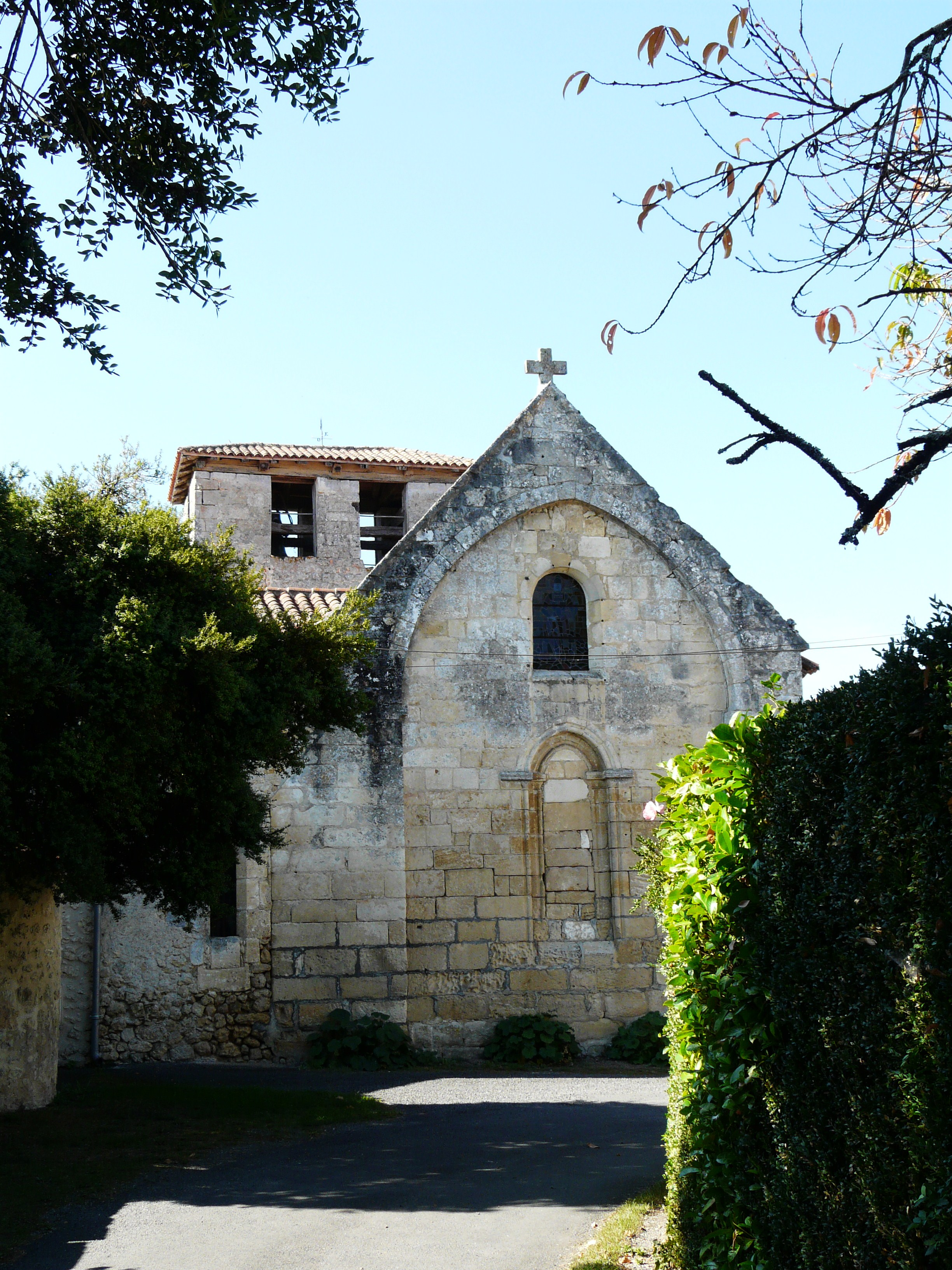
Le chevet de l'église.
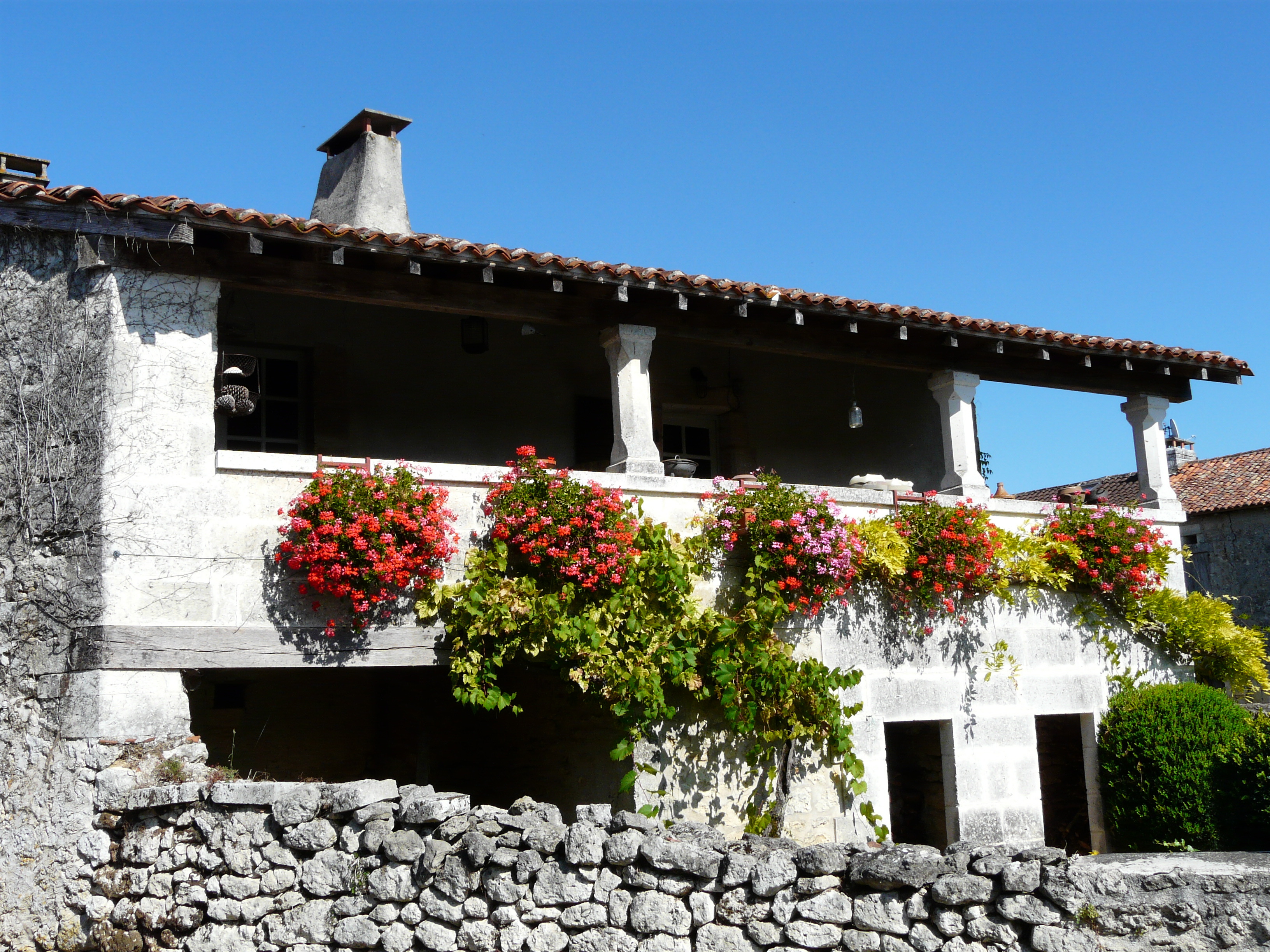
Maison à galerie dans le village.

### Personnalités liées à la commune
- Bernard Mazouaud, maire de la commune de 1977 à 2014, fut député de 2004 à 2007, en remplacement de Frédéric de Saint-Sernin, nommé au Gouvernement.